# Канал Дніпро — Інгулець

Схема каналу Дніпро — Інгулець

Кана́л Дніпро́ — Інгуле́ць — розпочинається в районі Світловодська. Введений у дію в 1988 році, є основною ланкою в системі каналів Дніпро — Інгулець — Інгул. Головне значення — забезпечення водою сільгоспугідь Кіровоградської і Дніпропетровської областей, Криворізького гірничорудного промислового комплексу, а також обводнення річки Інгульця з метою її оздоровлення. Забезпечують виконання цього завдання дві помпові станції: головного і вторинного підйому. На ділянці, що транспортує воду через водорозділ, побудовано два тунелі діаметром 5 м, упродовж 5,8 км при ширині дна 8 м і глибині 3 м. Об'єм подачі води каналом 1003,0 млн м³/рік

## Траса каналу
Свій початок канал бере з Кременчуцького водосховища на Дніпрі. Головна помпова станція піднімає воду на 45,0 м до водовипускної споруди. Далі вона самопливом тече відкритим трапецієподібним штучним руслом, через перший тунель, транзитне водосховище, другий тунель, і знову руслом до помпової станції другого підйому. Піднявшись на 10,5 м, вода знову самопливом тече по руслу через сім перепадів, а звідти руслом — у Войнівське водосховище на р. Інгульці. Далі по розширеному зарегульованому руслу Інгульця через Іскрівське водосховище її шлях лежить у Карачунівське водосховище біля Кривого Рогу. Загальна довжина траси становить 150,5 км.